# Чувашки језик
Чувашки језик (Чӑваш чӗлхи) је туркијски језик који се говори западно од Урала у централној Русији. Чувашки је матерњи језик чувашког народа и службени језик Чувашије. Говори га око два милиона људи.
Постоје два главна дијалекта којим се служе њихове локалне групе Брдски Чуваши (вирьял — Вирјал, тури — Тури), који говоре вирјалским дијалектом, Ливадски Чуваши (анат енчи — Aнат Jенчи) и ? (Анатри — Анатри), који говоре анатријским дијалектом. 
Скоро 200.000 људи говори га као други језик. На њему излазе новине и радио-програм.